# Pray (沢田研二のアルバム)
『Pray』（プレイ）は、日本の歌手である沢田研二の4作目のミニ・アルバム。発売元は沢田の自主レーベルであるJULIE LABEL。

## 解説
- 東日本大震災が起こった2011年3月11日に哀悼の意を表して、2013年3月11日にリリース。
- ジャケットに描かれたリストバンドには「PRAY FOR EAST JAPAN」（東日本のために祈る）と書かれている。このリストバンドはファンクラブ（澤會）会員向けに2011年（平成23年）4月に無料で配布されたもの（非売品）[1][2][注釈 1]。

## 収録曲
- 全作詞:沢田研二

1. Pray〜神の与え賜いし
  - 作曲:GRACE
2. Uncle Donald
  - 作曲:下山淳
3. Fridays Voice
  - 作曲柴山和彦
4. Deep Love
  - 作曲:大山泰輝